# Kazingakanalen

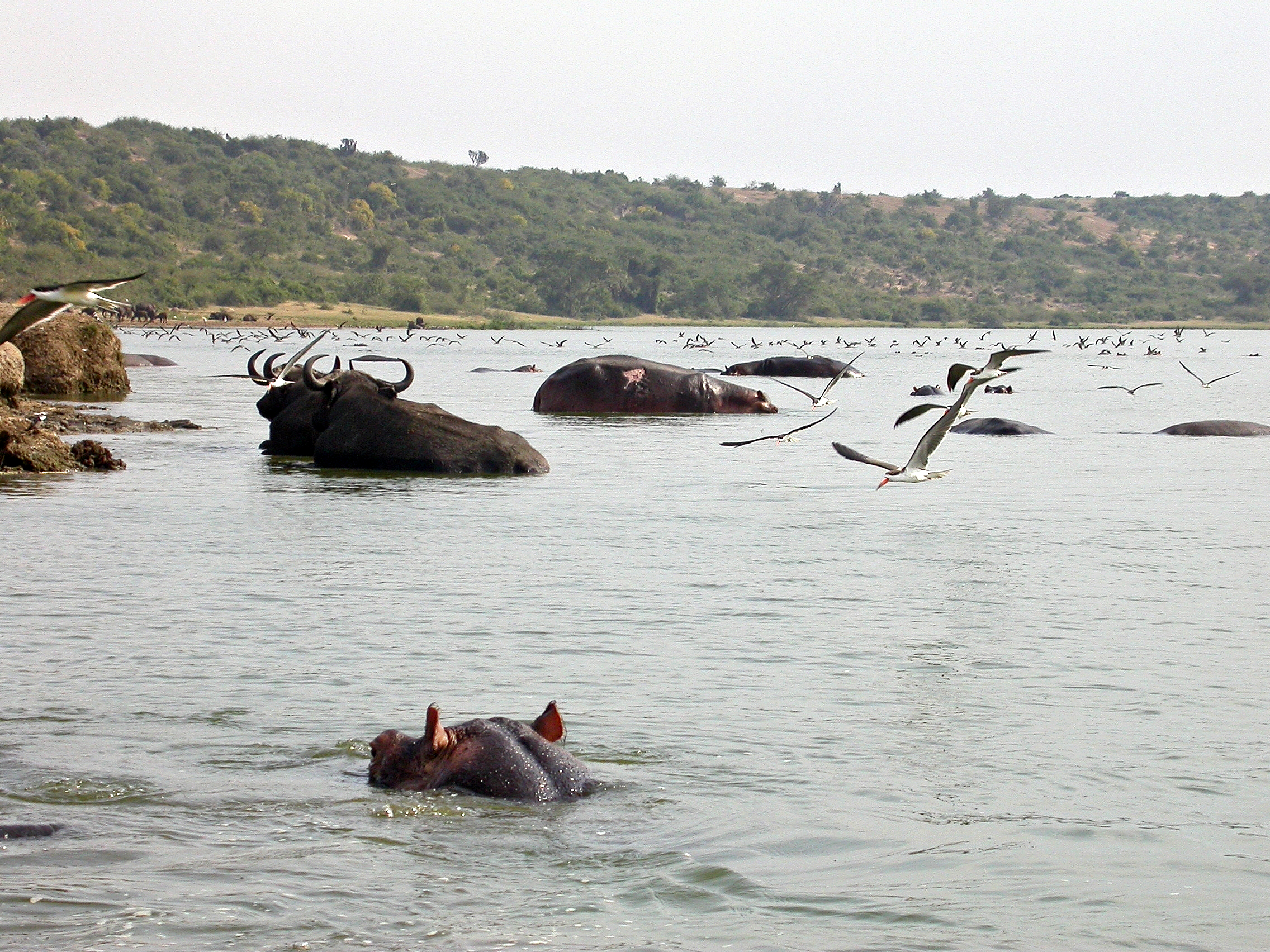
Flodhästar i Kazingakanalen

Kazingakanalen är den kanal som sammankopplar sjöarna Edward och George i Uganda. Kanalen är mycket grund och är aldrig djupare än åtta meter. Trots att vattnet i kanalen är mycket förorenat, och har ett pH på över 9,[källa behövs] använder många byar i området kanalvattnet som huvudkällan för att hämta vatten.
Egentligen är detta en flod eller liknande, då detta är ett naturligt vattendrag och inte en konstgjord kanal byggd av människor.